# Казароли, Агостино
Агостино Казароли (итал. Agostino Casaroli; 24 ноября 1914, Кастель Сан Джованни, Пьяченца, Италия — 9 июня 1998, Рим, Италия) — итальянский куриальный кардинал. Про-государственный секретарь Святого Престола с 28 апреля по 1 июля 1979. Государственный секретарь Святого Престола с 1 июля 1979 по 1 декабря 1990. Кардинал-священник с титулом церкви Санти-XII-Апостоли с 30 июня 1979. Кардинал-епископ Порто и Санта-Руфина с 25 мая 1985. Вице-декан Коллегии кардиналов с 5 июня 1993 по 9 июня 1998. Подозревался в шпионаже в пользу КГБ СССР.

## Биография

### Образование
- Колледж Альберони (Пьяченца)
- Семинария в Бедонии (Пьяченца)
- С 1937 года обучался в Папской Церковной академии.
- 1939 год окончил Папский Латеранский университет со степенью доктора канонического права.
- В 1947 году окончил курсы при Итальянском обществе международных организаций.

### Священство
- С 1940 года — архивист Секции по чрезвычайным церковным делам Государственного секретариата Святого Престола.
- С 4 января 1945 года — Тайный камергер Его Святейшества.
- 1950—1961 годы — письмоводитель в Государственном секретариате. В 1955 году сопровождал кардинала Антонио Саморе в Рио-де-Жанейро на первую конференцию латиноамериканских епископов, подготовкой которой он занимался в Риме. В 1958 году, в качестве папского делегата, он отправился в Испанию на церемонию вручения кардинальской шапки архиепископу Севильи. В 1958—1961 годах, одновременно, преподавал в Папской церковной академии.
- С 22 декабря 1954 года — Придворный Прелат Его Святейшества
- С марта 1961 года — заместитель секретаря Священной Конгрегации чрезвычайных церковных дел. В том же месяце направлен в Вену в качестве главы делегации Святого Престола на Конференции Организации Объединённых Наций о дипломатических сношениях. 
В 1963 году, в Вене, принял участие в конференции ООН о консульских сношениях, подписал от имени Святого Престола Конвенцию. Из Вены, по распоряжению папы, совершил две поездки в Будапешт и Прагу, чтобы возобновить контакты с коммунистическими правительствами. 
 В июле 1964 годан отправился в Тунис для обмена грамотами о ратификации соглашение между Святым Престолом и Тунисом о присутствии католической церкви в стране. В сентябре 1964 года подписывает в Будапеште первые соглашения между Святым Престолом и Венгрией. 
 В феврале 1965 года отправился в Прагу, чтобы договориться с правительством о выдаче разрешения архиепископу Йозефу Берану, архиепископу Праги, отправиться в Рим для возведение в кардинальский ранг. 
В июне 1966 года в Белграде подписал протокол между Святым Престолом и СФРЮ, который восстанавливал отношения между государствами, прерванные в 1952 году.
- С 29 июня 1967 года — секретарь Священной Конгрегации чрезвычайных церковных дел, которая с 1968 года преобразована в Совет по общественным делам Церкви.

### Епископское служение
- 4 июля 1967 года назначается титулярным архиепископом Карфагена. Рукоположён Папой Павлом VI 16 июля 1967 года. Позже назначен президентом Папской комиссии по России, членом Папской комиссии по делам Латинской Америки и Папского совета по пасторскому попечению о мигрантах и странствующих, советник Конгрегации доктрины веры, Конгрегации по делам епископов и Папской Комиссии по пересмотру Кодекса канонического права. Осенью 1967 года он совершил несколько поездок в Польшу для установления контактов с епископатом, духовенством и мирянами. 
 В августе 1970 года, по случаю восстановления дипломатических отношений между Святым Престолом и Югославией, он проводит официальные встречи с Президентом Республики Иосипом Броз Тито, министром иностранных дел и с православным патриархом Сербии Германом. 
В феврале — марте 1971 года совершил поездку в Москву для подписания Договора о нераспространении ядерного оружия. В ходе визита встретился с представителями Министерства иностранных дел СССР и Совета по делам религий при Совете Министров СССР. Это были первые, за 50 лет, официальные контакты между Святым Престолом и представителями Советского руководства. 
 В марте 1973 года посетил ЧССР, где посвятил в сан четырёх новых епископов. Это произошло впервые за несколько десятилетий. В июле 1973 года участвует в Хельсинки во встрече министров иностранных дел в рамках Совещания по безопасности и сотрудничеству в Европе. 
 В феврале 1974 года посетил Польшу по приглашению министра иностранных дел, имел многочисленные встречи с представителями высшего руководства Польши. В ходе визита встретился с кардиналом Стефаном Вышинским и провёл переговоры с представителями польского епископата. 
 В конце марта и начале апреля 1974 года отправился на Кубу для участия в заседании Конференции епископов, посетил все епархии, а также встретился с Президентом Республики Освальдо Дортикосом Торрадо, премьер-министром Фиделем Кастро и министром иностранных дел. 
В феврале 1975 года совершил краткий визит в Чехословакию, где встретился с министром иностранных дел. 
В июне 1975 года посетил Германскую Демократическую Республику, где имел встречу с премьер-министром, посетил некоторые епархии. 
В июле — августе 1975 года в качестве специального представителя Папы прибыл в Хельсинки и подписал Заключительный акт Совещания по безопасности и сотрудничеству в Европе.
В октябре 1975 года совершает визит в Федеративную Республику Германии, где встретился с федеральным канцлером Гельмутом Шмидтом. 
 В марте 1979 года отправился в Польшу, для подготовке к визиту Иоанна Павла II.
- С 28 апреля 1979 года — заместитель государственного секретаря Святого Престола и про-префект Совета по связям с общественностью Церкви.

### Кардинал
- С 30 июня 1979 года — Кардинал-священник с титулом церкви Санти-XII-Апостоли
- С 1 июля 1979 года назначен государственным секретарём Святого Престола, префектом совета по общественным делам Церкви и председателем Папской комиссии по делам государства-града Ватикана. В марте 1980 года посетил Ливан в связи с епископской ординацией монсеньора про-нунция Пола Табета. В ходе визита, встретился с патриархом Маронитской католической церкви, также встречался с представителями разных конфессий в Ливане и провёл переговоры с президентом Ливана Ильясом Саркисом. 
 В сентябре 1979 года совершил поездку в Венгерскую Народную Республику на торжества по случаю тысячелетия со дня рождения святого Жерара. Воспользовавшись случаем, познакомился с генеральным секретарём ЦК Венгерской социалистической рабочей партии Яношом Кадаром.

- С января 1981 года по 1984 год — председатель Администрации церковного имущества Святого Престола. 
 В мае 1981 года присутствовал на похоронах примаса Польши кардинала Стефана Вышинского. 
 В декабре 1098 года отправился в США, в качестве специального посланника папы Иоанна Павела II для закрытия празднования 450-летия откровения Божией Матери Гваделупской, покровительницы Америки. В Вашингтоне, встретился с президентом США Рональдом Рейганом, вице-президентом США Джорджем Бушем и государственным секретарём США Джорджем Шульцем. Аналогичные встречи состоялись ещё в 1982 году в Хартфорде, а в 1983 году — снова в Вашингтоне. В феврале 1984 года от имени Святого Престола подписал соглашение о пересмотре конкордата с Италией. В октябре 1984 года участвует, в качестве легата Папы, на восьмом Национальном евхаристическом конгрессе Аргентины. В ходе визита встречался с представителями гражданских властей, в том числе с новым Президентом Аргентины Раулем Альфонсином.

- С 25 мая 1985 года — Кардинал-епископ Порто — Санта-Руфина, сохраняя при этом, прежний кардинальский титул Двенадцати святых апостолов. (Июнь): Председатель от имени папы, на церемонии подписания Договора о мире и дружбе между Чили и Аргентиной, который был заключён при посредничестве Святого Престола. 
 В июле 1985 года, по случаю 1100-летия со дня смерти святого Мефодия, участвует в торжествах в честь святых Кирилла и Мефодия в Дьяковице (Югославия) и Велеграде (Чехословакия). Встречался епископами и местными гражданскими властями, с вице-президент Югославии Синаном Хасани и президентом Чехословакии Густавом Гусаком. 
 В октябре 1985 года участвовал на заседании сессии Генеральной Ассамблеи ООН в Нью-Йорке посвящённой сороковой годовщине вступления в силу Устава Организации Объединённых Наций. на пленарном заседании зачитал послание Папы римского Иоана Павла II. 
В июне 1986 года посетил Грецию. В Афинах провёл ряд встреч с религиозными и гражданскими властями. 
 в июне 1988 года отправился в Советский Союз на празднование тысячелетия крещения Руси. Вл время визита встретился с генеральным секретарём ЦК КПСС Михаилом Сергеевичем Горбачёвым. 
 В феврале 1989 года выступил на Конференции по разоружению в Женеве и в Комиссии по правам человека. 
 В 1990 году, в Венгрии, принимает участие в торжественном праздновании памяти кардинала Йожефа Миндсенти и подписывает соглашение о восстановлении дипломатических отношений между Святым Престолом и Венгрией. В сентябре 1990 года подписал в Нью-Йорке, от имени Святого Престола, Хартию о правах ребёнка ЮНИСЕФ. В ноябре 1990 года, в Париже, участвует в саммите глав государств и правительств стран СБСЕ.

- 1 декабря 1990 года Папа Римский Иоанн Павел II принимает его отставку с должности государственного секретаря.
- 24 ноября 1994 года, когда ему исполнилось 80 лет, потерял право на участие в конклаве.
- После его выхода на пенсию, он осуществил своё священническое служение среди молодых заключённых в тюрьме для несовершеннолетних Casal del Marmo в Риме.
- Скончался 9 июня 1998 года, похоронен в Риме, в часовне Св. Антония Падуанского в церкви святых двенадцати апостолов.
- Стрелявший в папу Иоанна Павла II террорист Мехмет Али Агджа, выйдя из тюрьмы в 2010 году, заявил, что за покушением стоял Агостино Казароли[5].

## Награды
- Кавалер Большого креста ордена «За заслуги перед Итальянской Республикой» (1972 год)[6]
- Великий офицер ордена «За заслуги перед Итальянской Республикой» (1963 год)[7]
- Кавалер Большого креста ордена Христа (Португалия, 20 октября 1979 года)[8]
- Кавалер Большого креста ордена Инфанта дона Энрике (Португалия, 26 апреля 1985 года)[8]
- Великий офицер ордена Инфанта дона Энрике (Португалия, 10 октября 1966 года)[8]
- Офицер ордена Сантьяго и меча (Португалия, 9 сентября 1981 года)[8]
- Большой офицерский крест с золотой звездой Почётного знака «За заслуги перед Австрийской Республикой» (Австрия, 1965)[9]
- Большой крест с золотой звездой Почётного знака «За заслуги перед Австрийской Республикой» (Австрия, 1991)[9]